# Matador (skivmärke)

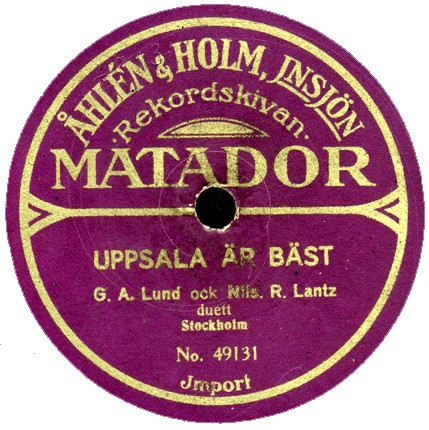
Etikett till Matadorutgåva av den äldre, av Beka producerade, typen.

Matador var ett svenskt skivmärke, ägt och sålt av postorderfirman Åhlén & Holm i Insjön (senare Åhléns).
Matadorskivorna utgavs under två olika perioder och med material från två olika källor. Under perioden 1913–1917 kom samtliga Matadors inspelningar från det tyska bolaget Beka och hade samma katalognummer som respektive originalutgåvor på detta märke. Många av inspelningarnna var förstås gjorda i Tyskland, men vissa gjordes även i Sverige. Skivorna såldes ursprungligen till det mycket låga priset 85 öre. År 1917 hade priset dock stigit till 1,85 kronor.
Åhlén & Holm återuppväckte Matadoretiketten 1923–1924. Man hade då köpt det nedlagda lokala svenska skivbolaget Stadions efterlämnade tillgångar, och återutgav helt enkelt delar av dess katalog under nytt namn. Dessa senare Matadorutgåvor – totalt bara ett 80-tal – var genomgående inspelade i Sverige. De var betydligt dyrare än föregångarna och kostade 4 kronor styck.